# Turnagra tanagra
El piopio de isla Norte (Turnagra tanagra) fue una especie de ave paseriforme de la familia Oriolidae que vivía en Nueva Zelanda. Se considera que el piopio de isla Norte actualmente está extinto. Sus nombres en maorí eran piopio-kata (también transcrito como tiutiu-kata) y en el dialecto de Kaipara korohea.

## Taxonomía

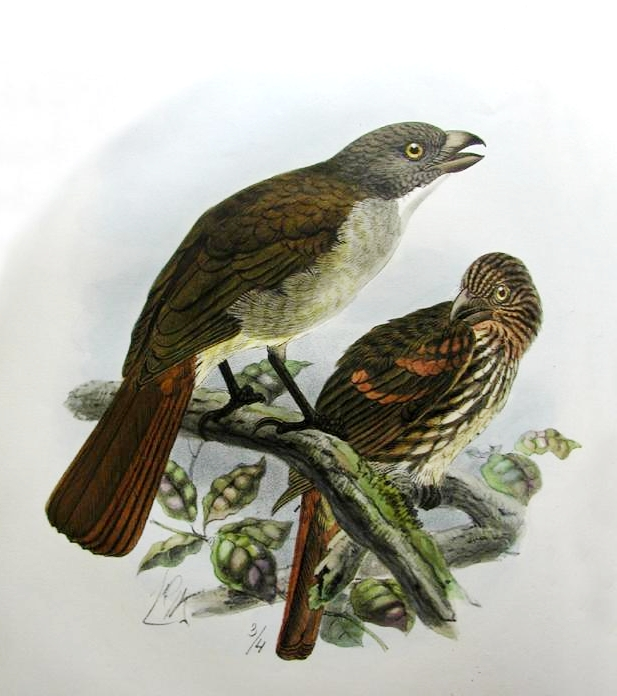
Piopio de isla Norte (izquierda)
Piopio de isla Sur (derecha)

Durante muchos años se pensó que el piopio de isla Norte y el piopio de isla Sur formaban parte de la misma especie, pero ahora se considera que eran dos especies separadas debido a su diferente plumaje y también por las diferencias anatómicas de sus huesos.

## Extinción
El piopio de isla Norte era endémico de la isla Norte de Nueva Zelanda. Walter Buller lo describió como un ave frecuente en 1873, aunque solo se habían recolectado unos pocos especímenes, y su número se redujo rápidamente tras este periodo Los últimos ejemplares se recolectó en hacia 1900, o más probablemente en 1885/1886, y en los años 1960 solo quedaban unos 27 especímenes disecados en los museos de todo el mundo. Ocasionalmente se registraron informes de gente que afirmaba haber visto a esta ave hasta los años 1970, pero actualmente se considera al piopio de isla Norte extinto. Su último bastión parece haber sido lo que posteriormente se convirtió en el parque nacional Whanganui, posiblemente extendiéndose al noreste de los montes Hauhungaroa al oeste del lago Taupo. La introducción de mamíferos depredadores foráneos como los gatos y ratas es la causa más probable para la extinción del piopio de isla Norte, junto a la pérdida de hábitat, además la depredación de los mustélidos a partir de la década de 1880.